# 米拉诺
米拉诺（義大利語：Mirano），是意大利威尼托大区威尼斯省的一个市镇。总面积45.62平方公里，人口26795人，人口密度587.4人/平方公里（2009年）。国家统计（ISTAT）代码为027024。